# Кралица Маб (издателство)
Кралица Маб е частно издателство, основано през 1992 г., член на Асоциация „Българска книга“. Публикува книги с разнообразна насоченост. За различни проекти си е сътрудничило с Университетско издателство „Св. Климент Охридски“, Българско общество за изучаване на 18 век и др. Издателството е носител на наградата „Хр. Г. Данов“ за хуманитаристика (2013). Книги на издателството са награждавани от Съюза на преводачите в България, Съюза на учените в България, Българската секция на Международната асоциация на писателите криминалистир, Нов български университет, Асоциация "Българска книга".

## Поредици
- Литературна критика и хуманитаристика. Поредицата включва монографии от български и чужди изследователи, които разглеждат от различни ъгли националната идентичност, рецепцията на чуждата култура, отношението свое – чуждо, българска и световна култура. Издателството е публикувало българските преводи на Едуард Саид, Едмънд Бърк, Цветан Тодоров, Маргарет Макмилан, Раймонд Детрез, Лари Улф, Весна Голдсуърди, Питър Шугър, Юрий Лотман, Питър Бърк, Роджър Фидлър и др.; монографии на Владимир Трендафилов, Надежда Андреева, Рая Заимова, Юри Стоянов, Инна Пелева, Стефана Таринска, Николай Аретов, Михаил Неделчев, Пламен Дойнов, Галин Тиханов и др.
- Художествена литература и мемоаристика. Поредицата включва утвърдени и млади съвременни български и чужди автори. Специален акцент в нея е публикуването на малко познати или напълно неизвестни произведения на значими български писатели от миналото като Васил Попович, Кръстьо Кръстев, Владимир Полянов, Екатерина Йосифова, Николай Кънчев, Боряна Христова, Евгения Иванова и др.
- „Личности“. Съвместни издания с департамент „Нова българистика“ (НБУ), представя „алтернативния канон“ на НРБ.
- „Литературата на Народна република България (1946 – 1990)“, която включва колекциите „Червено на бяло: Литературен архив на НРБ“, „Алтернативният канон: Творбите“ и др.
- „Неиздадените", включва непубликувани в книги публицистични текстове на Константин Петканов, стихове на Иван Цанев и Веселин Тачев, публицистика на Трифон Кунев и др.
- „Избрано“. Приказки от цял свят.
- „Зрящи криле“. Окултна литература. Сред авторите от тази поредица са Петър Дънов, Елена Блаватска, Ани Безънт, Елифас Леви и др.
- Кулинарни книги.
- „Кризи“. Практическа психология.